# Lachnaia pubescens
Lachnaia pubescens es una especie de insecto coleóptero de la familia Chrysomelidae.
Fue descrita científicamente en 1820 por Dufour.